# わんニャン倶楽部〜動物と楽しく暮らそう〜
『わんニャン倶楽部〜動物と楽しく暮らそう〜』（わんニャンくらぶ どうぶつとたのしくくらそう）は、2014年10月7日から2017年3月28日までBS日テレで放送されていたトーク番組（動物番組）。2017年4月以降は不定期放送となった。

## 内容
倶楽部ハウス（ハウススタジオ）に会員（ゲスト）と愛犬や愛猫が訪れ、わんニャン倶楽部会長の寺脇康文とペットとの暮らしぶりなどを語りあう。

## 出演者
- 会長 寺脇康文
- 顧問 佐良直美
- 助手 善し（COWCOW）

## コーナー
- 投稿倶楽部〜うちのコ日記〜
  - 視聴者からわんちゃんネコちゃんのおもしろ写真 ハプニング動画 感動秘話 川柳などペットにまつわる様々な投稿を紹介。
- わんニャン悩み解決
  - 視聴者やゲストのペットについての疑問や悩みを簑島千景（院獣医師）や須崎大（ドッグトレーナー）が解決。
- アニメ「猫ピッチャー」

## 放送リスト
| 1 | 10月7日  | 草笛光子                 | マロくん（雄、11歳、ラブラドール・レトリバー）                                                                                           |
| 2 | 10月14日 | 眞鍋かをり               | うめちゃん（雌、6歳、柴犬） |
| 3 | 10月21日 | 山下真司                 | エンジェルくん（雄、10歳、マルチーズ）                                                                                                   |
| 4 | 10月28日 | 森田米雄                 | 王子くん（雄、1歳、サイベリアン）、福ちゃん（雄、1歳、三毛猫）                                                                           |
| 5 | 11月04日 | 紺野美沙子               | 小春ちゃん（雌、9歳、柴犬） |
| 6 | 11月11日 | パンツェッタ・ジローラモ | べべちゃん（雌、12歳、イタリアン・ポインティング・ドッグ）、ビンバちゃん（雌、7歳、トイ・プードル）、ペルラちゃん（雌、5か月、ボクサー） |
| 7 | 11月18日 | 秋野暢子                 | レイチェルちゃん（雌、4歳、ティーカッププードル）                                                                                        |
| 8 | 11月25日 | ラサール石井             | ロイくん（雄、2歳、アメリカンショートヘア)、茶々ちゃん(雌、2歳、アメリカン・ショートヘア）                                               |

|  | 2015 | - | - |

## スタッフ
- ナレーション：平辻朝子、岩尾万太郎
- 構成：藤村晃子、いとうなお、松崎まこと、東野ひろあき
- ＣＡＭ：上坂篤志、松崎善行、江沢崇
- ＶＥ：国本航平
- 編集：森田智之、菊地優太
- ＭＡ：細川健太郎、飯野絢平、古谷栄美
- 技術協力：バンエイト、STUDIO WELT
- 美術協力：アックス
- ＣＧ：キャニットG
- 音響効果：SPOT
- 協力：JOKER、綱吉の湯
- 衣装協力：VICTORINOX
- 監修：村中志朗（公益社団法人東京獣医師会）
- 制作デスク：成田仁美
- 制作：白木昌平、井口恭子、佐熊礼子、大野佳理、渡部一貴、原田真宮子
- ディレクター：大野佳理、柴山悟史、鈴木章浩（オンリー・ワン）
- 演出：武石政人、甲斐康道
- プロデューサー：國井真実、塚本恭史、石川直美、神尾育代（オンリー・ワン）
- チーフプロデューサー：玉井浩
- 制作協力：ivs41
- 製作著作：BS日テレ